# خوشگل خوشگلا
خوشگل خوشگلا فیلمی به کارگردانی و نویسندگی محمدعلی فردین محصول سال ۱۳۴۴ است.

## داستان
رانندهٔ یک تاکسی یک روز اتفاقی با دوستی از زمان خدمت وظیفه‌اش روبرو می‌شود. دوستش مشکلی دارد، او باید به اتفاق دو برادر دیگرش به خواستگاری سه دختر از یک خانوادهٔ متمول بروند ولی اکنون یکی از برادرها در دسترس نیست. به همین علت از رانندهٔ تاکسی تقاضا می‌کند که نقش یکی از برادرها را بازی کند، با این شرط که به هیچ‌یک از دخترهای صاحبخانه کاری نداشته باشد. غافل از اینکه دختر بزرگ خانواده برای سنجش میزان علاقهٔ خواستگارش به لباس مستخدمه درآمده‌است. نتیجهٔ این ملاقات و برخوردهای بعدی علیرغم همهٔ فراز و نشیب‌ها ازدواج رانندهٔ تاکسی و دختر بزرگ خانواده است.

## بازیگران
- محمدعلی فردین
- سهیلا
- سیمین علی‌زاده
- ثریا بهشتی
- همایون
- محسن آراسته
- کامی کسروی
- تقی ظهوری
- سیمین غفاری
- حمیده خیرآبادی
- حسین اشراق
- اعظم توانا